# Incidente del Tōzen-ji
Con incidente del Tōzen-ji (東禅寺事件?, Tōzen-ji jiken) ci si riferisce a una serie di assalti armati condotti ai danni della legazione britannica in Giappone, occorsi tra il 1861 e il 1862.

## Contesto storico
A seguito della firma del trattato di amicizia e commercio anglo-giapponese del 1858, il Tōzen-ji, un tempio buddhista sito nel quartiere di Takanawa di Edo, fu scelto dal console Rutherford Alcock quale sede della legazione britannica in Giappone. L'apertura all'Occidente decisa dal bakufu aveva scatenato una serie di proteste tra i feudatari ed erano in molti quelli che invocavano la restaurazione del potere imperiale e, al tempo stesso, la proscrizione degli stranieri dal suolo giapponese.
Le autorità giapponesi erano contrarie alla scelta di Edo come sede della missione britannica e consigliarono ad Alcock di stabilirsi a Yokohama. Il tempio era situato lungo la Tōkaidō, strada che per la sua posizione e importanza amministrativa risultava spesso trafficata e per questo esposta ad eventuali attacchi. Il 29 gennaio 1860 l'interprete di Alcock, il giapponese Denkichi, fu assassinato di fronte al cancello della legazione, facendo presagire ciò che sarebbe accaduto da lì a un anno. 

## Eventi

### Primo incidente del Tōzen-ji

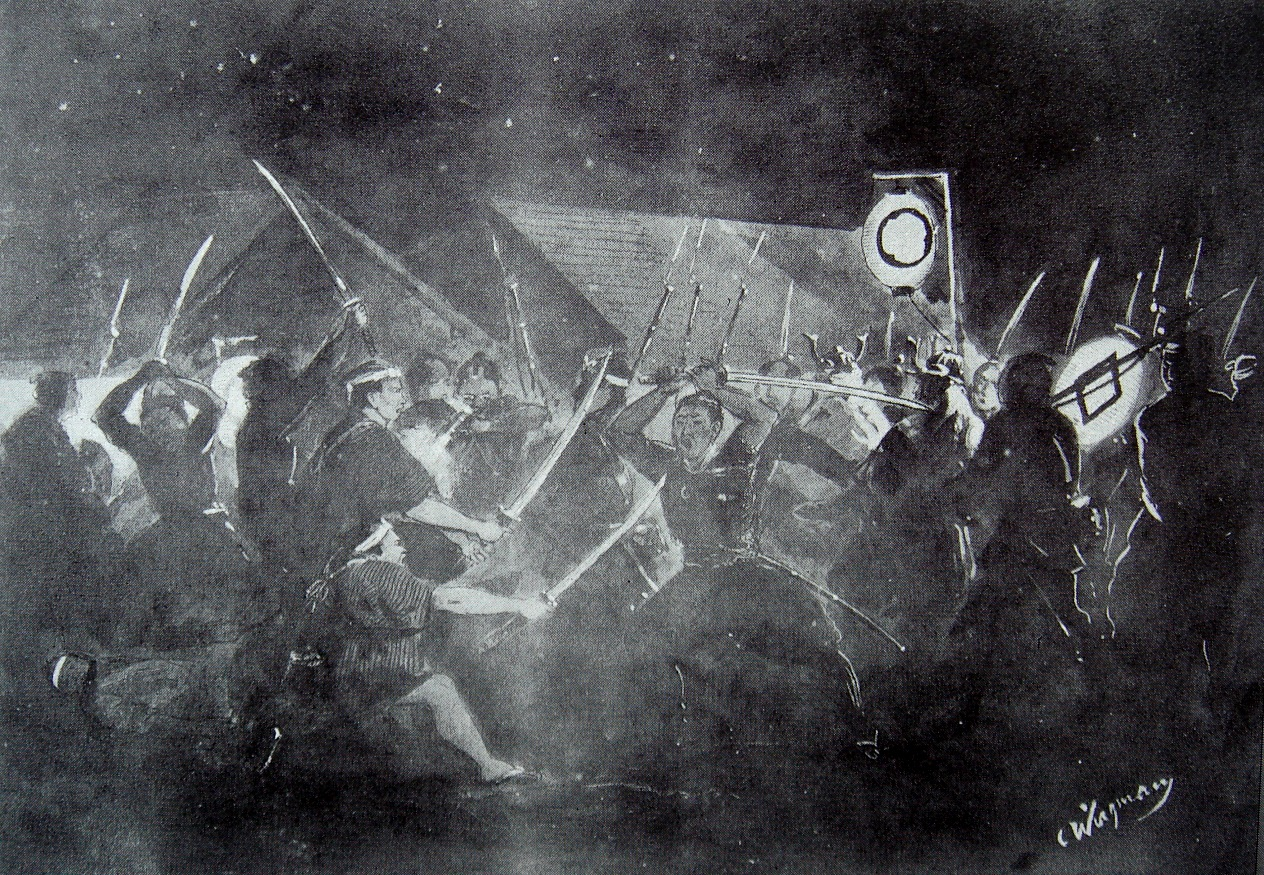
Un'altra rappresentazione del primo assalto

Il primo attacco si verificò la notte del 5 luglio 1861. Alcuni degli uomini erano rimasti svegli per seguire il passaggio di una cometa, mentre Alcock dormiva nei suoi appartamenti. A guardia della legazione vi era un drappello di sentinelle ma non era stata presa nessuna precauzione particolare. La situazione era tornata alla normalità dopo i fatti del 1860 e nessuno sospettava di un imminente attacco. All'improvviso un gruppo di uomini armati, successivamente identificati come facenti parte del dominio di Mito, assaltarono la missione uccidendo due agenti britannici e ferendone altri dieci, tra cui Laurence Oliphant e George Morrison. Alcock, svegliato di soprassalto da uno dei suoi collaboratori, ebbe tempo di caricare la sua rivoltella e di fare qualche passo prima di udire il trambusto delle colluttazioni e le grida dei feriti. Dopo alcuni istanti di combutta gli assalitori si allontanarono, respinti dai colpi di arma da fuoco.

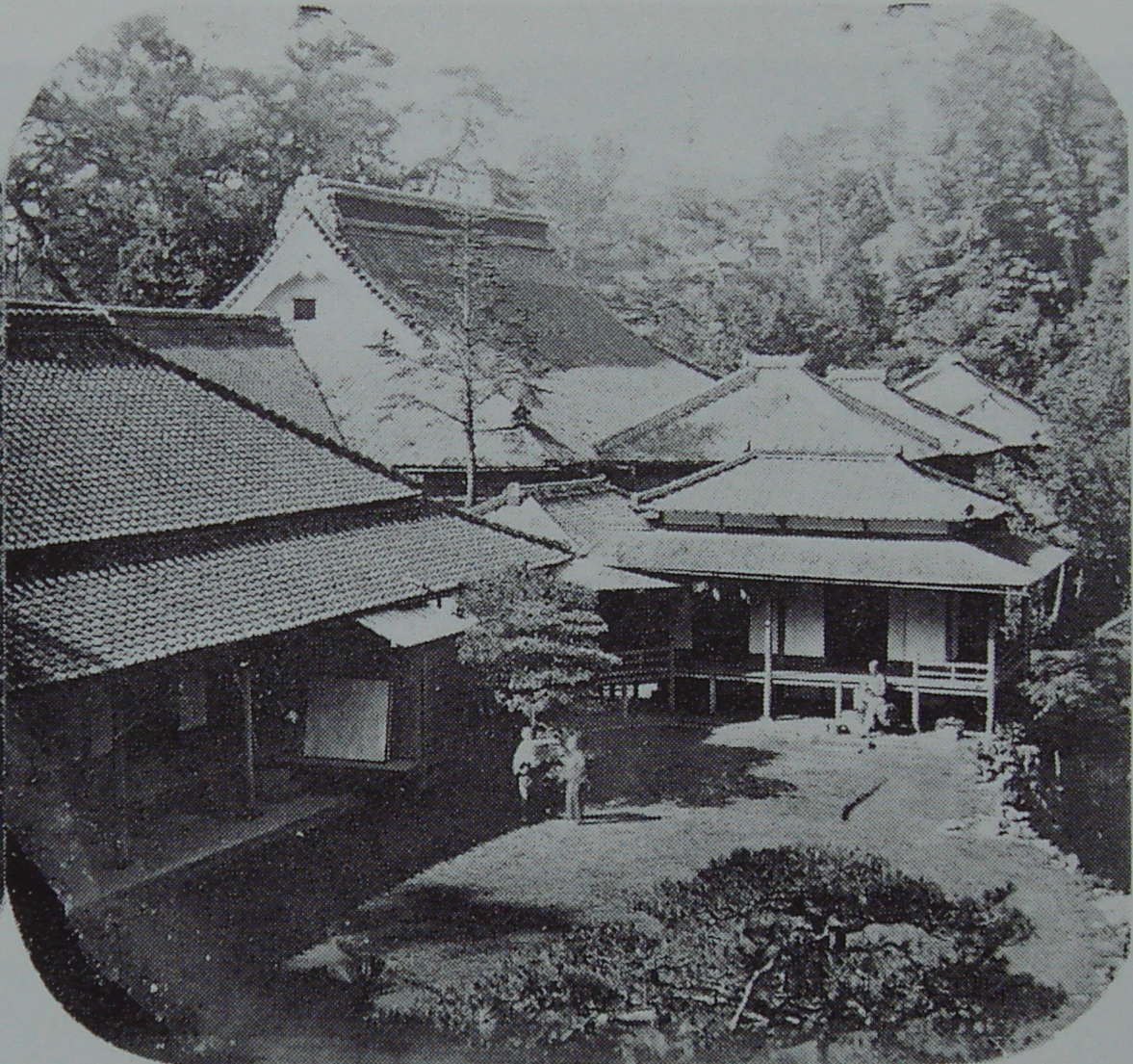
Il Tōzen-jii negli anni sessanta dell'Ottocento

Nonostante la gravità del fatto i colpevoli rimasero impuniti. Alcock si disse insoddisfatto del livello di protezione fornitogli dalla Royal Navy in Giappone e, in un dispaccio inviato a Lord John Russell il 9 luglio 1861, espresse tutta la sua frustrazione riguardo alla faccenda, ponendo l'accento sull'«impossibilità di ottenere giustizia dagli ufficiali, di qualsiasi rango, per quanto riguarda le questioni importanti e le dispute minori». Motivo di insoddisfazione fu anche la visita del governatore degli affari esteri, deputato dal ministero, che offrì ad Alcock un cesto di anatre e un barattolo di zucchero come risarcimento.

### Secondo incidente del Tōzen-ji
Il 23 marzo 1862 Rutherford Alcock lasciò temporaneamente il Giappone per fare ritorno in Inghilterra. Al suo posto fu quindi convocato Edward St. John Neale, che in assenza di Alcock avrebbe rappresentato il Regno Unito sul suolo giapponese. In seguito all'incidente occorso l'anno prima la legazione britannica era stata spostata a Yokohama, ma l'arrivo di Neale determinò il suo ritorno alla vecchia sede del Tōzen-ji, in attesa che venisse eretta una nuova postazione in quel di Gotenyama, vicino Shinagawa.
Neal si accasò al tempio il 12 giugno 1862 insieme a una trentina di uomini, i quali andarono a sommarsi alla scorta di cinquecento guardie giapponesi già presente sul posto. Tali precauzioni, tuttavia, non furono sufficienti per evitare il verificarsi di un secondo assalto, il 26 giugno di quell'anno, in cui persero la vita due britannici. Ad agire era stato uno degli uomini messi a guardia dell'edificio, probabilmente compare dei responsabili dell'attacco dell'anno prima, che successivamente commise seppuku. La legazione britannica fu trasferita nuovamente e Yokohama e, benché il Tōzen-ji funse da temporaneo quartier generale dei britannici durante la restaurazione Meiji, l'episodio sancì il definitivo abbandono del tempio come residenza ufficiale degli ambasciatori britannici in Giappone.